# AlpinFM
Alpin FM ist ein privater Hörfunksender mit Sitz in Rosenheim. Er wird betrieben von der Alpin FM GmbH & Co. KG. Gesellschafter sind das Funkhauses Rosenheim (50 %), Bayernwelle Südost (25 %) und Radio Alpenwelle (25 %). Alpin FM spielt eine Mischung aus bayerischer und österreichischer Pop- und Rockmusik, Alpenrock, Austropop sowie Italohits. Produziert wird Alpin FM im Funkhaus Rosenheim, hier sind auch Radio Charivari (Rosenheim) und Radio Galaxy (Rosenheim) beheimatet.

## Programm
Das Motto von Alpin FM lautet „Alpin FM – echt. bairisch“. Die Früh- und Nachmittagssendung wird abwechselnd von Andreas Nickl, Eva Mayr und Sebastian Schindler moderiert. Überregionale und regionale Nachrichten gibt es zu jeder vollen Stunde. Regionale Inhalte werden dabei von den Redaktionen der Partnersender (Funkhaus Rosenheim, Bayernwelle Südost und Radio Alpenwelle) zugeliefert. Tagsüber gibt es zur halben Stunde „Die Nachrichten auf Bairisch“.
Ein wichtiges Element im Programm von Alpin FM ist die „Ratschkathl“. Jeden Tag, von Montag bis Sonntag, führt sie Gespräche mit Künstlern, Bands und Menschen aus der Region. Alpin FM ist außerdem bei mehreren Festivals vertreten, darunter die BrassWiesn, das Bad Kohlgrub OpenAir und das Stoabeatz Festival. Mit der „Alpin FM-Festltour“ veranstaltet der Sender darüber hinaus in den Sommermonaten regelmäßig eintägige Mini-Festivals in wechselnden Orten des Sendegebiets.

## Empfang
Alpin FM ist seit 1. Oktober 2020 über DAB+ Kanal 7A (Oberbayern Süd) im gesamten bayerischen Voralpenland empfangbar. Das Programm wird auch über Webradio und diverse Streaming-Plattformen ausgestrahlt. Das medienrechtliche Versorgungsgebiet umfasst die Landkreise Weilheim-Schongau, Garmisch-Partenkirchen, Bad Tölz-Wolfratshausen, Miesbach, Rosenheim, Mühldorf, Traunstein, Altötting, Berchtesgadener Land sowie die Stadt Rosenheim.